# Cave (Muse)
Cave è un singolo del gruppo musicale britannico Muse, pubblicato il 6 settembre 1999 come secondo estratto dal primo album in studio Showbiz.

## Descrizione
Una prima versione del brano venne registrata e pubblicata nell'EP Muse (1998) e si differenzia dalla versione definitiva per alcune parti vocali. Il singolo è inoltre uno dei pochi nella carriera del gruppo per il quale non è stato girato alcun video musicale.
Nel 2000 Cave è stato inserito nella colonna sonora del film Little Nicky - Un diavolo a Manhattan.

## Tracce
Testi e musiche di Matthew Bellamy.
CD promozionale (Regno Unito)
1. Cave (Radio Edit) – 3:07
2. Host – 4:17
3. Twin – 3:18
4. Coma – 3:35
5. Cave (Remix) – 5:08

CD promozionale (Stati Uniti)
1. Cave (Radio Edit) – 3:07

CD promozionale (Stati Uniti) – Cave EP
1. Cave (Radio Edit) – 3:07
2. Muscle Museum (KCRW Live Acoustic Version) – 4:45
3. Unintended (KCRW Live Acoustic Version) – 4:08
4. Coma – 3:36
5. Cave (Remix) – 5:08

CD singolo – parte 1 (Regno Unito)
1. Cave – 4:48
2. Twin – 3:17
3. Cave (Remix) – 5:07

CD singolo – parte 2 (Regno Unito)
1. Cave – 4:48
2. Host – 4:19
3. Coma – 3:35

7" (Regno Unito)
- Lato A

1. Cave – 4:48

- Lato B

1. Cave (Instrumental Remix) – 5:08

Download digitale
1. Cave – 4:46
2. Cave (Remix) – 5:08
3. Cave (Instrumental Remix) – 5:04
4. Twin – 3:17
5. Host – 4:18
6. Coma – 3:36

## Formazione
Hanno partecipato alle registrazioni, secondo le note di copertina di Showbiz:
Gruppo
- Dominic Howard – batteria
- Matthew Bellamy – CS1, pianoforte, chitarra, voce
- Chris Wolstenholme – basso

Altri musicisti
- Boris Aldridge – tape abuse

Produzione
- John Leckie – produzione, registrazione, missaggio
- Paul Reeve – registrazione
- Adrian Scarfe – assistenza al missaggio
- Safta Jaffrey – produzione esecutiva
- Dennis Smith – produzione esecutiva
- Boris Aldridge – assistenza tecnica (RAK Studios)
- Mark Thomas – assistenza tecnica (Sawmills Studio)